# Hrabstwo Clarendon
| Clarendon w Karolinie Południowej      | Clarendon w Karolinie Południowej |
| -------------------------------------- | --------------------------------- |
|                                        |                                   |
| rok utworzenia                         | 1855                              |
| siedziba władz                         | Manning                           |
| powierzchnia                           | 1.802 km²                         |
| populacja w roku 2000                  | 32.502 osób                       |
| gęstość zaludnienia                    | 21/km²                            |
| strona www: www.clarendoncounty.sc.gov |                                   |

Hrabstwo Clarendon znajduje się w zachodnio-centralnej części stanu. W roku 2000, liczba mieszkańców, wyniosła 32.502. Stolicą jest Manning.

## Historia
Jak w każdym stanie byłej Konfederacji obowiązywała segregacja rasowa i napięcia z tym związane. W roku 1944 odbył się tutaj proces czarnoskórego George'a Stinneya, najmłodszej ofiary krzesła elektrycznego.

## Geografia

### Miasta
- Alcolu (CDP)
- Manning
- Paxville
- Summerton
- Turbeville

### Sąsiednie hrabstwa
- Sumter - północ
- Florence - północny wschód
- Williamsburg - wschód
- Berkeley - południowy wschód
- Orangeburg - południowy zachód
- Calhoun - zachód